# Meridià 95 a l'oest
El meridià 95 a l'oest de Greenwich és una línia de longitud que s'estén des del pol Nord travessant l'oceà Àrtic, Amèrica del Nord, el Golf de Mèxic, l'oceà Pacífic, l'oceà Antàrtic, i l'Antàrtida fins al pol Sud.
El meridià 95 a l'oest forma un cercle màxim amb el meridià 85 a l'est. Com tots els altres meridians, la seva longitud correspon a una semicircumferència terrestre, uns 20.003,952 km. Al nivell de l'Equador, és a una distància del meridià de Greenwich de 10.575 km.

## De Pol a Pol
Començant en el pol Nord i dirigint-se cap al pol Sud, aquest meridià travessa:
| Coordenades                             | País, territori o mar | Notes |
| --------------------------------------- | --------------------- | --- |
| 90° 0′ N, 95° 0′ O / 90.000°N,95.000°O  | Oceà Àrtic            | |
| 81° 2′ N, 95° 0′ O / 81.033°N,95.000°O  | Canadà                | Nunavut - illa d'Axel Heiberg, illa Bjarnason i illa d'Axel Heiberg de nou |
| 79° 16′ N, 95° 0′ O / 79.267°N,95.000°O | Massey Sound          | |
| 78° 25′ N, 95° 0′ O / 78.417°N,95.000°O | Canadà                | Nunavut - illa d'Amund Ringnes |
| 78° 1′ N, 95° 0′ O / 78.017°N,95.000°O  | Estret de Hendriksen  | |
| 77° 47′ N, 95° 0′ O / 77.783°N,95.000°O | Canadà                | Nunavut - illa Cornwall |
| 77° 28′ N, 95° 0′ O / 77.467°N,95.000°O | Canal de Belcher      | |
| 76° 59′ N, 95° 0′ O / 76.983°N,95.000°O | Canadà                | Nunavut - illa Devon |
| 76° 14′ N, 95° 0′ O / 76.233°N,95.000°O | Canal de Queens       | |
| 76° 6′ N, 95° 0′ O / 76.100°N,95.000°O  | Canadà                | Nunavut - illa Dundas |
| 76° 3′ N, 95° 0′ O / 76.050°N,95.000°O  | Canal de Queens       | Passa a l'oest de l'illa Baillie-Hamilton, Nunavut, Canadà (a 75° 55′ N, 94° 52′ O / 75.917°N,94.867°O) |
| 75° 37′ N, 95° 0′ O / 75.617°N,95.000°O | Canadà                | Nunavut - illa de Cornwallis |
| 74° 40′ N, 95° 0′ O / 74.667°N,95.000°O | Estret de Parry       | Estret de Barrow - passa a l'oest de illa Griffith, Nunavut, Canadà (a 74° 31′ N, 95° 13′ O / 74.517°N,95.217°O) |
| 74° 2′ N, 95° 0′ O / 74.033°N,95.000°O  | Canadà                | Nunavut - illa Somerset i Península de Boothia |
| 69° 37′ N, 95° 0′ O / 69.617°N,95.000°O | Estret de Rae         | Passa a l'est de l'illa del Rei Guillem, Nunavut, Canadà (at 68° 52′ N, 95° 9′ O / 68.867°N,95.150°O) |
| 68° 3′ N, 95° 0′ O / 68.050°N,95.000°O  | Canadà                | Nunavut - continent Manitoba - des de 60° 0′ N, 95° 0′ O / 60.000°N,95.000°O Ontario - des de 52° 56′ N, 95° 0′ O / 52.933°N,95.000°O |
| 49° 22′ N, 95° 0′ O / 49.367°N,95.000°O | Estats Units          | Minnesota - Northwest Angle |
| 49° 11′ N, 95° 0′ O / 49.183°N,95.000°O | Lake of the Woods     | |
| 48° 58′ N, 95° 0′ O / 48.967°N,95.000°O | Estats Units          | Minnesota Iowa - des de 43° 30′ N, 95° 0′ O / 43.500°N,95.000°O Missouri - des de 40° 34′ N, 95° 0′ O / 40.567°N,95.000°O Kansas - des de 39° 54′ N, 95° 0′ O / 39.900°N,95.000°O Missouri - des de 39° 40′ N, 95° 0′ O / 39.667°N,95.000°O Kansas - des de 39° 26′ N, 95° 0′ O / 39.433°N,95.000°O Oklahoma - des de 37° 0′ N, 95° 0′ O / 37.000°N,95.000°O Texas - des de 33° 51′ N, 95° 0′ O / 33.850°N,95.000°O, el continent i l'illa de Galveston |
| 29° 10′ N, 95° 0′ O / 29.167°N,95.000°O | Golf de Mèxic         | |
| 18° 34′ N, 95° 0′ O / 18.567°N,95.000°O | Mèxic                 | Veracruz Oaxaca - des de 17° 20′ N, 95° 0′ O / 17.333°N,95.000°O |
| 16° 12′ N, 95° 0′ O / 16.200°N,95.000°O | Oceà Pacífic          | |
| 60° 0′ S, 95° 0′ O / 60.000°S,95.000°O  | Oceà Antàrtic         | |
| 72° 32′ S, 95° 0′ O / 72.533°S,95.000°O | Antàrtida             | Territori no reclamat |